# 福山市立城北中学校
福山市立城北中学校（ふくやましりつじょうほくちゅうがっこう）は広島県福山市木之庄町4丁目にある公立中学校。

## 概要
1947年（昭和22年）に福山市立第二中学校として発足。1948年（昭和23年）に福山市立城北中学校となる。1974年（昭和49年）までは東は福山市奈良津町、西は福山市山手町、北は福山市郷分町とかなり広大な学区を有する中学校だったが、2度の学校分離により学区は大幅に縮小された。
学区内にある福山市立西小学校に難聴者向けクラスがあることから福山市内の市立中学校では唯一難聴者向けクラスが設置されている。
校名は福山城跡の北方にあることに由来している。「城＋方位」が名称に付いた福山市立の中学校4校の中では最も福山城跡に近く、かつ福山城跡は学区内にある。

## 沿革
- 1947年4月1日 - 新学制施行により福山市立第二中学校として発足する[3]。
- 1948年
  - 4月1日 - 福山市郷分町及び山手町を学区とする福山市立第四中学校が分離開校する。
  - 11月3日 - ナンバースクール制廃止により福山市立城北中学校に改称する。
- 1949年
  - 4月1日 - 生徒数が少ないことや戦災復興で財政が困窮したことから福山市立第四中学校を併合し、城北中学校山郷分校とする。
  - 6月18日 - 福山市立第四中学校（二代、福山市草戸町〔現：福山市立鷹取中学校〕）が分離する。このため、福山市立霞小学校区が城北中学校から第四中学校へ学区変更される。
- 1953年7月7日 - 山郷分校を廃止する（分校跡地は現在は広島県立福山高等技術専門校になっているが、校門脇にある「福山市立第四中学校跡」と書かれた白い看板がその所在を示すのみである）。
- 1965年9月1日 - 福山市中心部への住居表示実施により学区調整が行われる。
- 1970年
  - 4月 - 難聴学級を併設する。
  - 5月 - 開港記念式が行われ、校歌が制定される。
- 1974年4月1日 - 生徒増加対策第一弾として福山市立中央中学校が分離開校する。
- 1980年4月1日 - 生徒増加対策第二弾として福山市立城西中学校が分離開校する。
- 1985年11月25日 - 住居表示実施により現在の住所表示に変更される。

## 教育方針
生徒の自主・自律を育み、一人一人の願いをかなえる城北教育

## 部活動
- 陸上競技[3]
- バスケット
- ソフトテニス
- 卓球
- バドミントン
- 剣道
- サッカー
- バレーボール
- 軟式野球
- 吹奏楽
- 美術
- 科学技術
- 家庭
- 演劇
- 読書
- 太鼓部
- 柔道
- 水泳

## 通学区域
特別の事情がない限り福山市立樹徳・西・久松台・明王台各小学校の児童全員が進学することになっている。各小学校の学区は以下の通りである。
- 福山市立西小学校区
  - 神島町
  - 佐波町
  - 長者町
  - 西町（一丁目・二丁目・三丁目）
  - 三之丸町
  - 西桜町（一丁目の一部と二丁目の全域）
  - 丸之内（一丁目の全域と二丁目の一部）
  - 南本庄（一丁目・二丁目・三丁目・四丁目・五丁目）
  - 東桜町
  - 本庄町中二丁目
- 福山市立樹徳小学校区
  - 木之庄町（一丁目および四丁目の各全域と二丁目・三丁目・五丁目の各一部）
  - 北吉津町（一丁目の全域と二丁目の一部）
  - 丸之内二丁目の一部
  - 北本庄（一丁目・二丁目・三丁目・五丁目の各全域と四丁目の一部）
  - 本庄町中（一丁目・三丁目・四丁目）
  - 久松台三丁目の一部
- 福山市立久松台小学校区
  - 北本庄四丁目の一部
  - 向陽町（一丁目・二丁目）
  - 木之庄町（二丁目・三丁目・五丁目の各一部と六丁目の全域）
  - 久松台（一丁目・二丁目の各全域と三丁目の一部）
  - 北吉津町三丁目の一部
- 福山市立明王台小学校区
  - 東明王台
  - 明王台（一丁目・二丁目・三丁目・四丁目・五丁目）

## 通学区域内の主な施設
- 福山市役所
- 福山駅
- 福山城
- 福山商工会議所ビル（エフエムふくやまなどが入っている）
- 福山郵便局
- 広島県民文化センターふくやま
- 広島県立歴史博物館
- ふくやま美術館
- ふくやま文学館
- 福山市人権平和資料館
- ハローワーク福山
- 福山ロッツ
- サンステーションテラス福山
- アイネスフクヤマ
- キャスパ
- NHK福山支局
- 三蔵稲荷神社
- 備後護国神社
- 福山八幡宮
- 近畿大学附属広島高等学校・中学校福山校
- iti SETOUCHI
- 備後本庄駅
- 福山自動車時計博物館
- 広島県立福山葦陽高等学校
- 広島県立福山誠之館高等学校
- 広島県立東高等学校
- 中国職業能力開発大学校附属福山職業能力開発短期大学校
- 福山市立女子短期大学
- 草戸千軒町遺跡
- 広島県立福山明王台高等学校

## 交通
- JR福山駅より1km
- 中国バス城北中学前バス停より100m